# Teodozij III.
Teodozij III. (grško: Θεοδόσιος Γ΄ [Theodosios III.]), cesar Bizantinskega cesarstva od maja 715 do 25. marca 717. Datuma rojstva in smrti nista znana.

## Življenjepis
Bil je finančni uradnik in pobiralec davkov v južnem delu Opsikijske teme. Po eni od teorij je bil sin bivšega cesarja Tiberija III.. Leta 715 so se opsikijske čete uprle cesarju Anastaziju II. in ga izbrale za njegovega naslednika. Teodozij ni z veseljem sprejel cesarskega položaja. Kronist Teofan Spovednik trdi, da se je celo poskušal skriti v gozdovih pri Edremitu. Teodozija so nazadnje našli in ga maja 715 okronali za cesarja.
Takoj po prevzemu oblasti je začel oblegati Konstantinopel in ga po šestih mesecih osvojil. Pri postopanju s svojim predhodnikom in njegovimi pristaši je bil nenavadno obziren. Konstantinopelskega patriarha Germana I. je prepričal, da je odstopil in odšel v samostan v Solunu.
O Teodozijevi kratki vladavini je malo znanega. Takoj po prihodu na prestol se je soočil z arabsko vojno mornarico in kopensko vojsko, ki je prodrla globoko v Anatolijo. Da bi zavaroval severno mejo in dobil podporo Bolgarov, je leta 716 z njihovim carjem Tervelom sklenil za Bolgare zelo ugodno mirovno pogodbo. Takšna politika se mu obrestovala že leta 719, ko so mu Bolgari prišli na pomoč med drugim arabskim obleganjem Konstantinopla.
Leta 717 se je Leon Izavrijec, strateg Anatolske teme in bodoči cesar Leon III., po dogovoru s strategom Armenske teme Artabazdom uprl Teodozijevi oblasti. Leon je v Nikomediji aretiral Teodozijevega sina in prisilil Teodozija, da je 25. marca 717 odstopil. Teodozij in njegov sin sta takoj zatem vstopila med duhovščino.
Teodozij je leta 729 verjetno postal efeški škof. Sodobni zgodovinarji domnevajo, da je bil škof najbrž njegov sin. Kakor koli že, eden od njiju je bil živ vsaj še 24. julija 754 in se je udeležil ikonoklastičnega koncila v Hieriji v predmestju Konstantinopla.

## Družina
Z ženo neznanega imena je imel najmanj enega sina z monastičnim imenom Teodozij, ki je bil najbrž od leta 729 in najmanj do leta 754 efeški škof.

## Vir
- The Oxford Dictionary of Byzantium, Oxford University Press, 1991.

| Teodozij III.             |                                       |                      |
| Vladarski nazivi          |                                       |                      |
| Predhodnik: Anastazij II. | Cesar Bizantinskega cesarstva 713–715 | Naslednik: Leon III. |

1. ↑  Gran Enciclopèdia Catalana — Grup Enciclopèdia, 1968.